# Xanthium
Genre
Classification APG II (2003)
Xanthium est un genre de plante à fleurs de la famille des Asteraceae originaire d'Amérique et d'Asie orientale. Ces plantes, appelées lampourdes, sont utilisées pour traiter les symptômes de l'asthme bronchique et certaines maladies respiratoires.

## Liste d'espèces acceptées
Selon The Plant List :
- Xanthium ambrosioides Hook. & Arn.
- Xanthium argenteum Widder
- Xanthium cavanillesii Schouw
- Xanthium cloessplateaum D.Z.Ma
- Xanthium echinatum Murray
- Xanthium inaequilaterum DC.
- Xanthium italicum Moretti
- Xanthium mongolicum Kitag.
- Xanthium orientale L.
- Xanthium sibiricum Patrin ex Widder
- Xanthium spinosum L.
- Xanthium strumarium L.